# 海上花列传
《海上花列传》，作者江苏松江府人韩邦庆。是一部清代以吳語苏州方言（“苏白”）创作的狭邪小说。又名《青楼宝鉴》、《海上青楼奇缘》、《海上花》，原题“云间花也怜侬著”。主要内容是写清末中国上海十里洋场中的妓院生活，涉及当时的官场、商界及与之相链接的社会层面。被胡适称为“吴语文学的第一部杰作”。鲁迅《中国小说史略》称《海上花列传》为“清之狭邪小说”的压卷之作。张爱玲晚年生活一研究《红楼梦》，二翻译《海上花列传》，在拉德克利夫学院将用吴语的《海上花列传》译成英文和国语。

## 历史画面
《海上花列传》展示中国古老宗法社会向现代工商社会转变的历史画面：
|                            | 在小说开头，当刚从乡下出来打算到上海找点生意做做的农村青年赵朴斋，冒冒失失撞上早晨刚刚醒来的花也怜侬的地点，乃是上海地面，华洋交界的陆家石桥；当时便有青布号衣的中国巡捕过来查询。租界、巡捕和外乡农民，这几个独特的意象，表明了上海的森严和另类。 |
| ——上海大学讲演，栾梅健教授 | |

不同于传统小说的人物关系设置与氏族血统安排，翻开《海上花列传》小说，记述是海上妓女，不甚了解其出身背景籍贯。记述是一座无根的真正的现代工商都会，夹杂着各种口音、混杂着各色人等的移民城市。
文学转变还表现在大量出现的新兴器物描写内容，在《海上花列传》中，从自来水、交通运输、通讯、照明，处处显示西方物质文明影响，不同于农耕文明和乡村都会。中国传统中从未有新兴器物洋灯、洋镜台、煤气灯装点堂馆门面，黎篆鸿的老相识屠明珠的厢房内，“十六色外洋所产水果、干果、糖食暨牛奶点心，装着高脚玻璃盆子，排列桌上”，“桌前一溜儿摆八只外国藤椅”表现浓浓西洋韵味。《海上花列传》展示从外国传入的电报、人力车、东洋车、马车与长江轮船，记录新兴都会上海的工业性质与现代转型。

## 译本
从小就阅读过海上花列传这部作品的张爱玲，来到美国之后拜访胡适提及翻译的愿望也得到支持，不過在他眼中，吴语“这种轻灵痛快的口齿，无论翻译成哪一种方言，都不能不失掉原来的神气。”1983年，張譯本以《海上花開》、《海上花落》兩部形式由臺灣皇冠出版。
凭借着对于语言的天分，张爱玲将《海上花列传》的吴语对白，转换成地道晚清官话。同时，《海上花列传》中出现的欢场行规、上海的风土人情、晚清服饰、张爱玲都做了准确详尽的注解。然而她仍担心读者不满意，在序言中写道：“就怕此书的下一回目是：张爱玲五详红楼梦，看官们三弃海上花。”

## 影响
张爱玲曾说自己创作的小说承继的正是《海上花列传》和《红楼梦》的传统。
潘飞论，张爱玲晚年生活放在两件事情上：一是研究《红楼梦》，二是翻译《海上花列传》，张爱玲“将那种嗲声嗲气的吴语对白，悉数转换成了地道的晚清官话。同时，爱玲对于《海上花列传》最大的贡献就是为作品中出现的晚清服饰、欢场行规、上海的风土人情都做了很多准确详尽的注解。”

## 外部連結
- 海上花列傳 - 開放文學